# Mynes scatinia
Mynes scatinia är en fjärilsart som beskrevs av Hans Fruhstorfer 1909. Mynes scatinia ingår i släktet Mynes och familjen praktfjärilar. Inga underarter finns listade i Catalogue of Life.